# Швайгерн
Швайгерн (нім. Schwaigern) — місто в Німеччині, знаходиться в землі Баден-Вюртемберг. Підпорядковується адміністративному округу Штутгарт. Входить до складу району Гайльбронн.
Площа — 49,50 км2. Населення становить 11 481 ос. (станом на 31 грудня 2020).

## Географія

### Адміністративний поділ
Місто  складається з 3 районів:
- Массенбах:
- Штеттен-ам-Гойхельберг:
- Нідергофен: